# 剿匪手本
《剿匪手本》，是1933年時任中華民國國民政府委員會主席兼國民政府軍事委員會委員長兼中國國民黨總裁蒋中正编著的阐述围剿中国共产党及其领导下的中国工农红军的小册子。

## 出台
1933年7月18日，庐山军官训练团第一期开学。蒋中正在开学典礼上作了《庐山训练之意义与革命前途的演说》称：“此次训练唯一的目的，就是要消灭赤匪，一切的设施，皆要以赤匪为对象，一切训练的方式动作以及各种战术，统统要适合剿匪战术的需要，统统要针对土匪的实际情形与匪区的实地的地形来作想定并实施训练。”庐山军官训练团每期两周时间，旨在对各地及各军的军官进行政治及军事训练，提倡“不成功，便成仁”的精神。其主课有《剿匪手本》、《剿匪要诀》、《剿匪部队训练要旨》、《战时政治工作》等。其中的《剿匪手本》是蒋中正编著。

## 重印
1945年8月29日，国共重庆谈判刚刚开始，中華民國陆军总司令何应钦上將便秘密命令各战区重新印发蒋中正于1933年时所编的《剿匪手本》。1945年9月17日，国共重庆谈判进行期间，中國国民党方面将《剿匪手本》以飞机运给山西省政府主席阎锡山，这架飞机错误降落在焦作，被國民革命軍第八路军检出了《剿匪手本》以及命令。
1945年9月20日，蒋中正秘密电令各战区司令长官，令他们“抓紧时机”“控制所有战略据点、交通线”。1945年9月29日，国民党通令各战区，就地翻印《剿匪手本》。《双十协定》公布后，蒋介石又于1945年10月13日下发“剿匪密令”，其中要求國軍各战区遵照《剿匪手本》进行軍事部署，準備“剿匪”。
1945年11月3日，合众社重庆报道，中国国民党中央宣传部部长吴国桢称，“政府在此次战争中全居守势”，并提出了恢复交通的办法。对于《剿匪手本》，吴国桢称其不过是“笑话”。对此，中國共產黨中央委員會进行反击，毛泽东于11月5日以“中共发言人”的名义发表答新华社记者问，驳斥吴国桢称，“吴氏所说‘守势’云云，全系撒谎。”文章还称，
在各次自卫战斗中，我方缴获大批“剿匪”和反共文件，其中有国民党最高当局所颁发而被吴国桢氏称为不过是“笑话”的《剿匪手本》、“剿匪”命令和其他反共文件，正在向延安解送中。这些反共文件，都是国民党军队进攻解放区的铁证。